# Bevloeiingsmat
Een bevloeiingsmat is een mat die in de glastuinbouw wordt gebruikt voor het bewateren van potplanten.
Afhankelijk van de watercapaciteit kan een bevloeiingsmat een bepaalde hoeveelheid water bufferen. De mat verdeelt dit water van onderaf gelijkmatig over de planten. Het voordeel van deze manier van bewateren is dat er een goede wortelontwikkeling in de pot ontstaat.